# Щеглов, Юрий Константинович
Ю́рий Константи́нович Щегло́в (1937—2009) — русский литературовед и лингвист, создатель (вместе с Александром Жолковским) «генеративной поэтики» и «поэтики выразительности».

## Биография
Окончил романо-германское отделение филологического факультета МГУ (1959). Его сокурсниками были Мариэтта Чудакова, Александр Чудаков, Александр Жолковский, Татьяна Цивьян. В 1960-х годах учился в аспирантуре Института восточных языков при МГУ (изучал языки хауса и суахили), а затем работал там же. В 1970-х годах одновременно работал в ИМЛИ.
Участник так называемого «семинара Жолковского — Мелетинского».
В октябре 1979 года эмигрировал, в 1980-х годах жил в Канаде, затем в США. Преподавал на отделении славистики Висконсинского университета в Мадисоне. В декабре 2007 года отошёл от активного преподавания. Умер от рака в городе Мадисон.

## Книги

### с А. К. Жолковским
- К описанию смысла связного текста. Вып. 1-2, 1971—1972
- Математика и искусство (поэтика выразительности), 1976
- Поэтика выразительности, 1980
- Мир автора и структура текста, 1986
- Работы по поэтике выразительности, 1996

### Самостоятельные
- Очерк грамматики языка хауса, 1970
- Романы И. Ильфа и Е. Петрова. Спутник читателя. Wien : S. n., 1990—1991
- И. Ильф, Е. Петров, Двенадцать стульев. Ю. К. Щеглов. Комментарии к роману, 1995
- И. Ильф, Е. Петров, Золотой телёнок. Ю. К. Щеглов, Комментарии к роману, 1995
- Опыт о «Метаморфозах», 2002
- Антиох Кантемир и стихотворная сатира, 2004
- Романы И. Ильфа и Е. Петрова. Спутник читателя. — 3-е изд., испр. и доп. СПб., 2009.
- Ю. К. Щеглов. «Затоваренная бочкотара» Василия Аксёнова. Комментарий. — М.: Новое литературное обозрение, 2013. — ISBN 978-5-4448-0101-7.